# Karel Gott

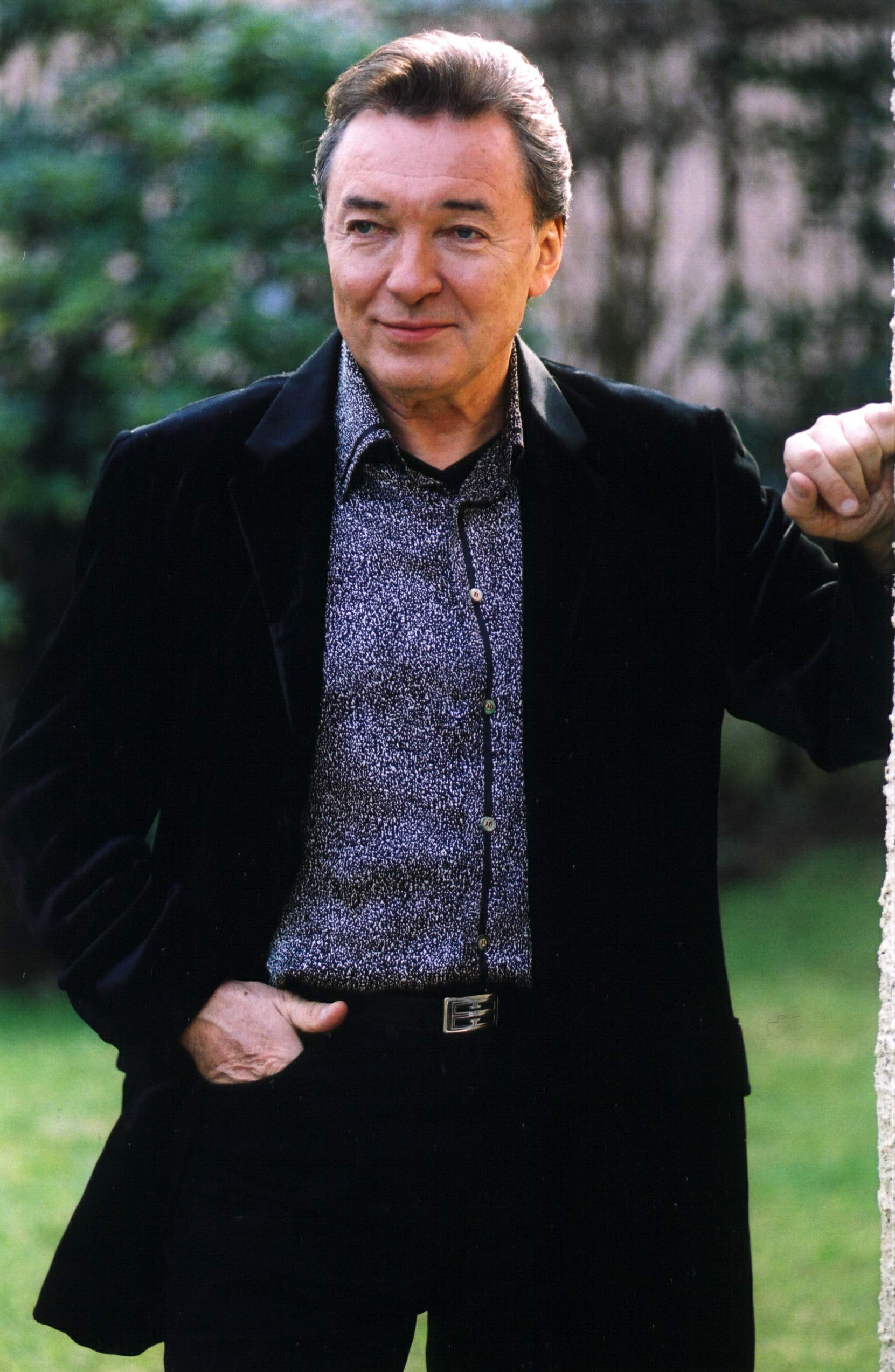
Karel Gott w 2002 r.

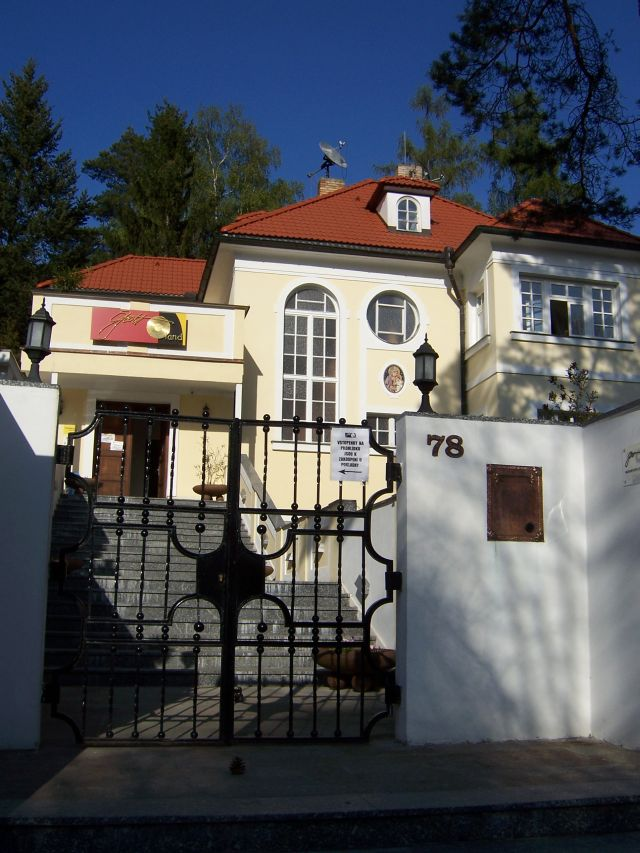
Gottland – Muzeum Karela Gotta funkcjonujące w latach 2006–2009 we wsi Jevany koło Pragi

Karel Gott (ur. 14 lipca 1939 w Pilźnie, zm. 1 października 2019 w Pradze) – czeski piosenkarz. Jego głos klasyfikowany był jako tenor. Uznawany za najbardziej znanego czeskiego (wcześniej czechosłowackiego) piosenkarza w historii. W karierze został 41 razy nagrodzony nagrodą Złotego/Czeskiego Słowika (1962–1991 jako Złoty Słowik, od 1996 r. jako Czeski Słowik). Trzykrotnie nagrodzony Złotym Kamertonem (1982, 1984 i 1995).
Śpiewał między innymi piosenki pop, arie operowe i operetkowe, adaptacje klasycznych pieśni, narodowych i ludowych piosenek (folklor), aranżacje melodii z musicali i piosenki country. Szczególnie znane jest jego wykonanie arii z West Side Story – Maria. Wykonał lub adaptował w języku czeskim wiele światowych przebojów m.in. El condor pasa, By the Rivers of Babylon, Hot Stuff.
Twórczość muzyka klasyfikowana jest jako opera, jazz, pop, rock, adult contemporary, world music, szlagiery, pop-rock, country, a także muzyka klasyczna.
W latach 2006–2009 w Jevanach pod Pragą, w dawnej willi piosenkarza istniało poświęcone mu muzeum, Gottland.

## Biografia
Urodził się w Pilźnie. Gdy miał 6 lat przeprowadził się z rodzicami do Pragi. Nie dostał się na studia do praskiej Wyższej Szkoły Rzemiosła Artystycznego (UMPRUM) i zaczął pracować jako elektryk. Wcześnie zaczął interesować się muzyką jazzową, próbował uczyć się gry na gitarze i kontrabasie, ale postanowił skoncentrować się na śpiewie i zaczął brać prywatne lekcje. W latach 50. XX w. amatorsko występował i uczestniczył w konkursach piosenkarskich.

### Kariera artystyczna
Karierę zaczął zdobywając angaż w praskiej kawiarni nad Wełtawą w 1958 r. W 1960 r. rozpoczął studia w praskim Konserwatorium, pod kierunkiem Konstantina Karenina (ucznia Fiodora Szalapina). Pierwsze koncerty zagraniczne odbył w Polsce z Jazzową Orkiestrą Czechosłowackiego Radia. Pierwszego singla nagrał w duecie z Vlastą Průchovą w 1962 r., była to piosenka Až nám bude dvakrát tolik. W 1963 r. został członkiem teatru (kabaretu) Semafor, gdzie nagrał też piosenkę Oči má sněhem zaváté (Oczy ma śniegiem zawiane), którą napisali Jiří Suchý i Jiří Šlitr, członkowie tego teatru. Wkrótce potem zdobył swego pierwszego Złotego Słowika. Wystąpił na festiwalu sopockim w 1964 r., wykonując po polsku piosenkę Kot Teofil (III nagroda). Później – w latach 1970, 1975, 1986 i 2006 – występował już jako gwiazda.
W 1967 r. wydał pierwszą płytę w niemieckiej wytwórni Deutsche Grammophon. W tym samym roku wyjechał na roczny kontrakt artystyczny do Las Vegas, co było początkiem jego światowej kariery. Po Praskiej Wiośnie zamieszkał w Niemczech, a podczas Konkursu Piosenki Eurowizji w 1968 r. reprezentował Austrię z utworem Tausend Fenster, z którym zajął 13. miejsce. W 1969 r. przerwał protest i wystąpił z recitalem. W 1971 r. przebywał na półrocznej emigracji w Niemczech Zachodnich. Władze komunistyczne niepokoiły się wiedząc, że jego emigracja miałaby negatywny wpływ na „normalizację” po wydarzeniach Praskiej Wiosny. Gott zdecydował się powrócić do kraju głównie ze względu na swych rodziców. Wykonywał też w konspiracji w 1977 r. utwór Mój brat Jan ku czci Jana Palacha.
W 1977 r., podobnie jak większość artystów, w reakcji na ogłoszenie Karty 77 podpisał tzw. antykartę, w której deklarowano poparcie dla reżimu. Gott twierdził, że do podpisu zmuszono go podstępem.
Śpiewał m.in. przebój Lady Carneval i tytułową piosenkę do popularnej bajki Pszczółka Maja, do wersji czeskiej, słowackiej i niemieckiej (autorem muzyki obu przebojów jest Karel Svoboda).
W 2008 r. stworzył duet z niemieckim raperem Bushido w utworze „Für immer jung”, a w 2009 r. podczas koncertu w Pradze wystąpił wraz z zespołem Alphaville w utworze Forever Young. Koncertował w Kanadzie, Izraelu, Rosji, Niemczech, odbył też kolejne długie tournée po Czechach.

### Koncerty
Poza Albanią i Skandynawią występował we wszystkich krajach Europy, a także w Ameryce Północnej i Południowej, Azji (Japonia) i w Australii. Występował w setkach telewizyjnych show – swoich i jako gość (m.in. Gilbert Becaud Show, Nashville Country Music Festival, Europarty, Rudi Carell Show, James Last Show, Ein Kessel Buntes, Helena Vondráčková v Lucerne).

### Płyty
Szacuje się, że sprzedał od 30 do 100 milionów płyt. W Czechach i na Słowacji sprzedano około 15 milionów egzemplarzy, za co dostał diamentową płytę Supraphonu – Diamentową płytę światowej wytwórni fonograficznej Universal Music Group otrzymała w Czechach jedynie Helena Vondráčková, która sprzedała więcej płyt za granicami Czech niż w samych Czechach. Jego najbardziej znane płyty zostały nagrane w języku niemieckim i czeskim, chociaż niektóre wykonał po angielsku, rosyjsku i włosku.

### Najważniejsze nagrody
- ponad 50 Platynowych, Złotych i Srebrnych Płyt (jako wykonawca wytwórni Supraphon, Miełodija, Polydor, PolyGram oraz Universal i innych)
- Diamentowa Płyta od czeskiej wytwórni Supraphon (1992)
- 22 Złote i 19 Czeskich Słowików (Český slavík) (pierwszy – 1963, ostatni – 2016)
- nagroda Diamentowy Słowik za 40 zwycięstw w corocznych głosowaniach w Czechach na najlepszego artystę estradowego (2015)

### Malarstwo
Gott przez lata malował i wystawiał własne obrazy.

### Śmierć i pogrzeb

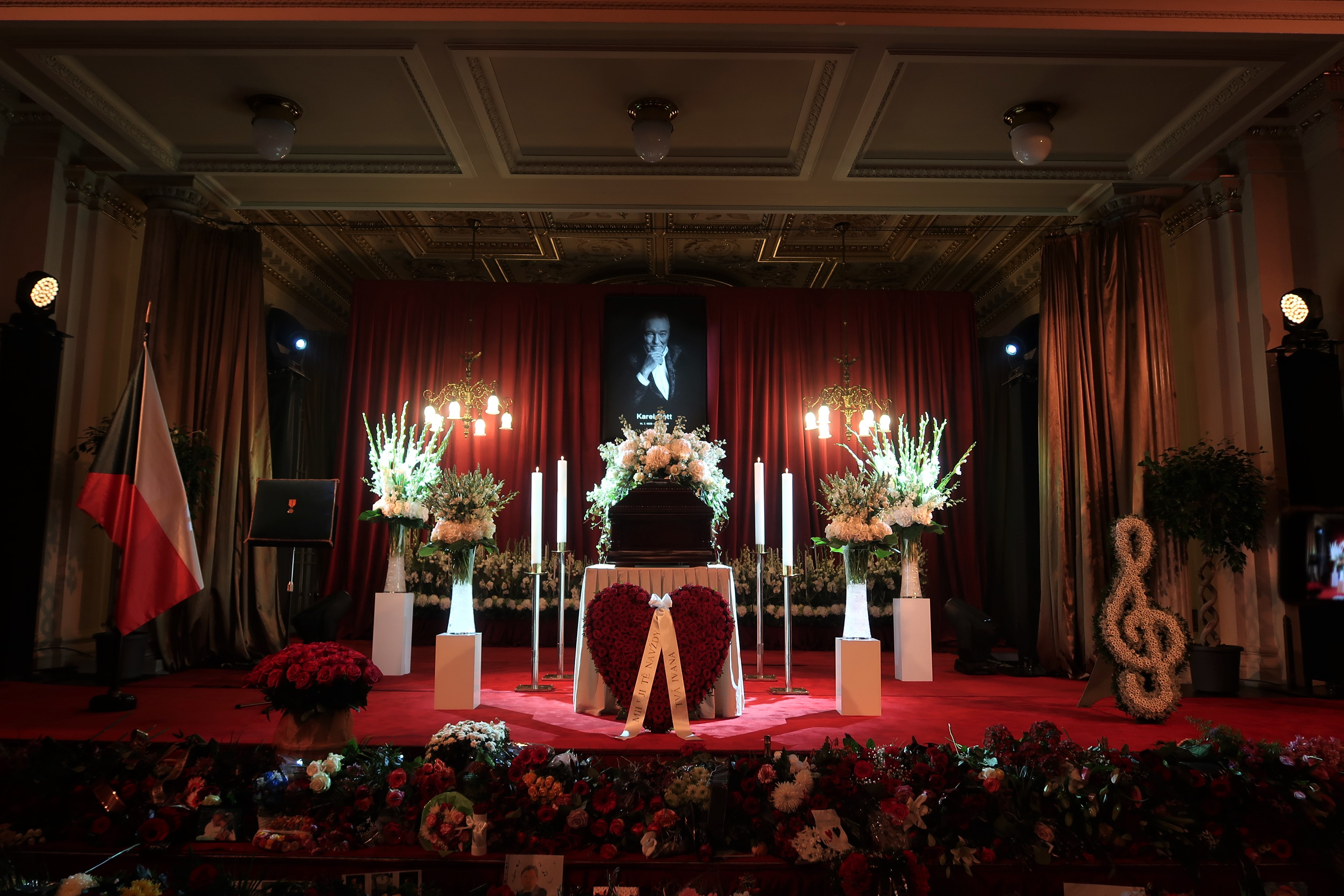
Trumna z ciałem Karela Gotta wystawiona w pałacu Žofín

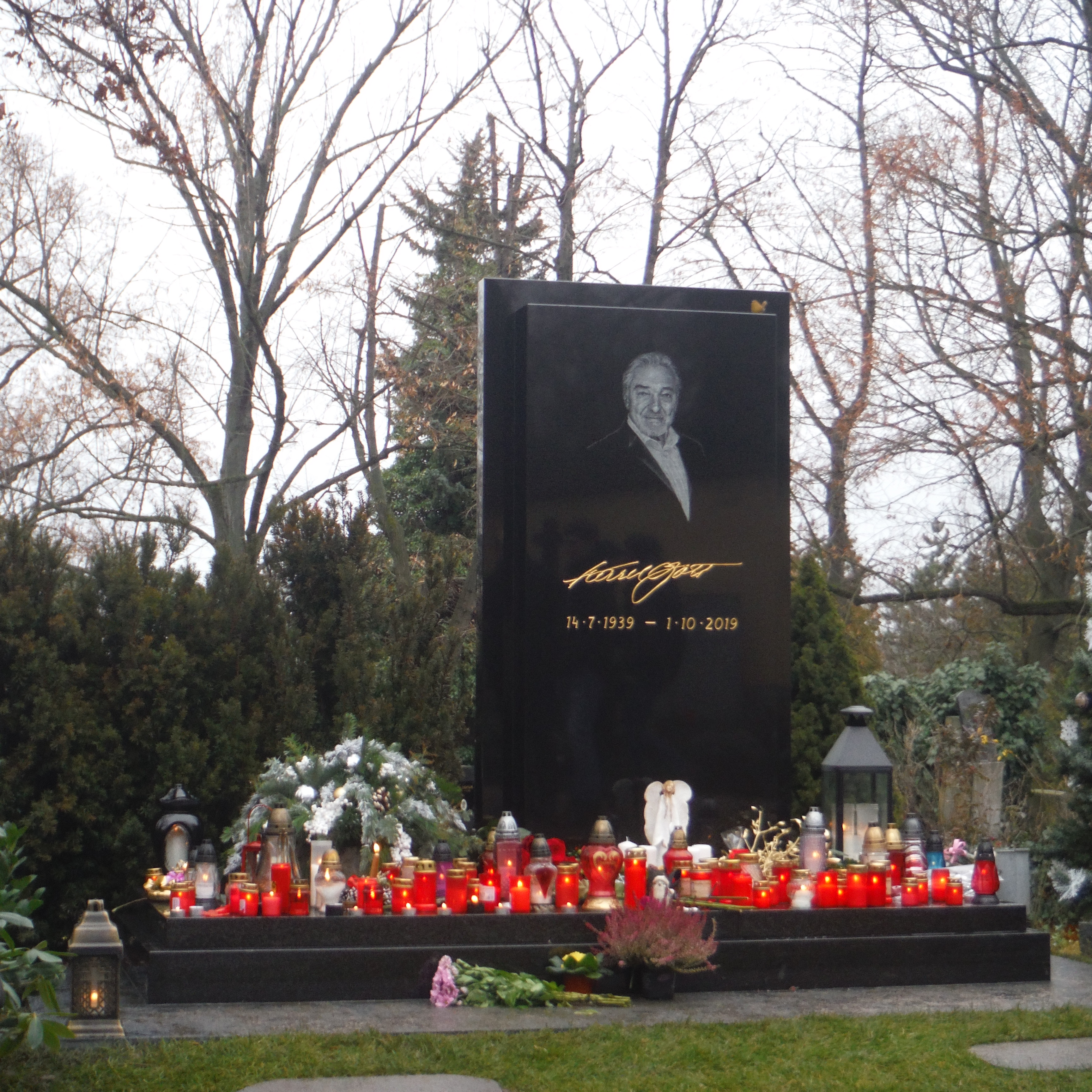
Grób Karela Gotta na cmentarzu Malvazinky

Zmarł 1 października 2019 przed północą w swojej willi w Pradze, w wyniku ostrej białaczki. 11 października 2019 trumnę z ciałem artysty wystawiono w pałacu Žofín, gdzie pożegnało go około 49 tys. wielbicieli. 12 października 2019 w katedrze Św. Wita na Hradczanach odbyła się msza pogrzebowa przy obecności rodziny i czeskich władz państwowych. Na ten dzień została ogłoszona żałoba narodowa. Następnie trumnę przewieziono do miejskiego krematorium, gdzie w obecności rodziny ciało artysty poddano kremacji. 20 grudnia 2019 urna z prochami Gotta została złożona do grobu na cmentarzu Malvazinky.

## Odznaczenia
- Medal za zasługi I stopnia – 2009[16]